# Linda Välimäki
Linda Välimäki, född den 31 maj 1990 i Ylöjärvi i Finland, är en finländsk ishockeyspelare.
Hon tog OS-brons i damernas ishockeyturnering i samband med de olympiska ishockeytävlingarna 2010 i Vancouver.